# Aeroportul Rocky Mountain Metropolitan
Aeroportul Rocky Mountain Metropolitan (IATA: BJC, ICAO: KBJC, FAA LID: BJC) este un aeroport din Colorado, Statele Unite ale Americii ce deservește zona Denver. Aeroportul a fost tranzitat în 2019 de 960 de pasageri.
Situat la o altitudine de 1.729 m, aeroportul dispune de 3 piste.

## Infrastructură

### Piste
Aeroportul dispune de 3 piste: 
- pista 03/21 din asfalt, cu dimensiunile 3.600 picioare × 75 picioare
- pista 12L/30R din asfalt, cu dimensiunile 9.000 picioare × 100 picioare
- pista 12R/30L din asfalt, cu dimensiunile 7.002 picioare × 75 picioare